# Хуліо Гонсалес Валладарес
Ху́ліо Гонса́лес Валладарес (ісп. Julio González Valladares; 7 січня 1961, Сьєнфуегос, Куба) — кубинський боксер, чемпіон світу, учасник двох Олімпійських ігор.

## Аматорська кар'єра
На Іграх Центральної Америки і Карибського басейну 1986 переміг трьох суперників в категорії до 57 кг і завоював золоту медаль.
На Панамериканських іграх 1987 переміг трьох суперників і завоював золоту медаль в категорії до 60 кг.
На чемпіонаті світу 1989 завоював золоту медаль.
- В 1/16 переміг Хон Сон Сик (Південна Корея) — 33-15
- В 1/8 переміг Біллі Ірвіна (Канада) — 26-9
- В 1/4 переміг Намжілин Баярсайхан (Монголія) — 26-4
- В півфіналі переміг Тонга Макклейн (США) — AB 3
- В фіналі переміг Андреаса Цюлова (НДР) — (+)15-15

На Іграх Центральної Америки і Карибського басейну 1990 переміг трьох суперників, у тому числі Делроя Леслі (Ямайка) у фіналі, і завоював золоту медаль.
На Панамериканських іграх 1991 переміг майбутнього чемпіона WBA Рауля Бальбі (Аргентина), Делроя Леслі (Ямайка) та Патріса Брукса (США) і завоював золоту медаль.
На чемпіонаті світу 1991 програв в другому бою Артуру Григоряну (СССР) — 12-15.
На Олімпійських іграх 1992 Гонсалес програв в першому бою Тончо Тончеву (Болгарія) — 12-14.
На Панамериканських іграх 1995 переміг чотирьох суперників, у тому числі Майкла Стренджа (Канада) у півфіналі та майбутнього чемпіона WBA і WBO Аселіно Фрейтаса (Бразилія) у фіналі, і завоював золоту медаль.
На Олімпійських іграх 1996 в першому раунді змагань переміг Ромео Бріна (Філіппіни), а в другому програв Кобі Ґоґоладзе (Грузія) — 9-14.